# Amphidrina
Amphidrina là một chi bướm đêm thuộc họ Noctuidae.